# Fructificad y multiplicaos

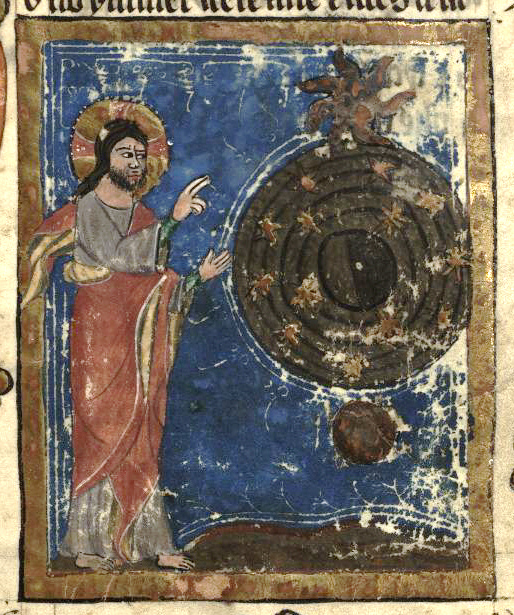
Gott erschafft den Weltkreis (Dios crea el mundo) (c. 1350–1375), por Rudolf von Ems.

En el judaísmo, el cristianismo y algunas otras religiones abrahámicas, el mandato cultural es el mandato divino que se encuentra en Génesis 1:28 en el que Dios, después de haber creado el mundo y todo lo que hay en él, ordena a la humanidad las tareas de llenar, someter y gobernar la Tierra. El mandato cultural incluye la frase «Fructificad y multiplicaos; llenad la tierra, y sojuzgadla». El mandato cultural fue dado a Adán y Eva.
En el judaísmo ortodoxo y conservador, el mandato de «fructificad y multiplicaos» se interpreta en el sentido de que requiere que cada pareja tenga al menos un hijo y una hija. Otros grupos judíos (como el judaísmo reformista) y los judíos individuales han interpretado este mandato de manera diferente. Por ejemplo, Richard Friedman en su Commentary on the Torah (2001) afirma que el mandato de «Fructificad y multiplicaos; llenad la tierra, y sojuzgadla» se ha «cumplido». El mandato se desarrolla en numerosas partes del Talmud, por ejemplo, en Kidushin.
En la interpretación de algunas denominaciones del cristianismo, los adherentes deben trabajar activamente para cumplir con el mandato. Dentro del cristianismo en general, el mandato cultural es desarrollado de manera más elaborada en Occidente por el neocalvinismo, que explora las implicaciones para la sociedad pluralista moderna de esta afirmación calvinista.

## Texto bíblico
| Versión                     | Texto |
| --------------------------- | --- |
| Hebreo original             | וַיְבָרֶךְ אֹתָם אֱלֹהִים וַיֹּאמֶר לָהֶם אֱלֹהִים פְּרוּ וּרְבוּ וּמִלְאוּ אֶת הָאָרֶץ וְכִבְשֻׁהָ וּרְדוּ בִּדְגַת הַיָּם וּבְעוֹף הַשָּׁמַיִם וּבְכָל חַיָּה הָרֹמֶשֶׂת עַל הָאָרֶץ Wayəḇāreḵ ’ōṯām ’ĕlōhîm, wayyō’mer lāhem ’ĕlōhîm, "Pərû, ûrəḇû, ûmilə’û ’eṯ-hā’āreṣ, wəḵiḇəšuhā; ûrəḏû biḏəg̱aṯ hayyām, ûḇə‘ôp̱ haššāmayim, ûḇəḵāl-ḥayyāh hārōmeśeṯ ‘al-hā’āreṣ." |
| Biblia Reina-Valera         | Y los bendijo Dios, y les dijo: Fructificad y multiplicaos; llenad la tierra, y sojuzgadla, y señoread en los peces del mar, en las aves de los cielos, y en todas las bestias que se mueven sobre la tierra.                                                                                 |
| Biblia de Jerusalén         | Y bendíjolos Dios, y díjoles Dios: «Sed fecundos y multiplicaos y henchid la tierra y sometedla; mandad en los peces del mar y en las aves de los cielos y en todo animal que serpea sobre la tierra.»                                                                                        |
| Nueva Versión Internacional | y los bendijo con estas palabras: «Sean fructíferos y multiplíquense; llenen la tierra y sométanla; dominen a los peces del mar y a las aves del cielo, y a todos los reptiles que se arrastran por el suelo».                                                                                |